# 훌리오 가라비토 아르메로

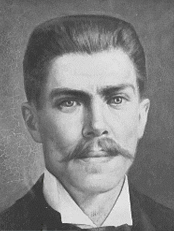
훌리오 가라비토 아르메로

훌리오 가라비토 아르메로(스페인어: Julio Garavito Armero, 1865년 1월 5일 ~ 1920년 3월 11일)는 콜롬비아의 천문학자, 수학자, 경제학자, 시인, 공학자이다. 그의 연구는 19세기 콜롬비아의 과학 발전에 기여했다.

## 생애
훌리오 가라비토 아르메로는 1865년 1월 5일에 보고타에서 도시 상인인 에르모제네스 가라비토와 산타페 출신인 돌로레스 아르메로 부부의 아들로 태어났으며 어린 시절에는 과학과 수학의 신동으로 여겨졌다. 또한 보고타시의회 의원, 쿤디나마르카주의회 의원을 역임했음에도 불구하고 그 시대의 정치인들을 비판하기도 했다. 아르메로는 교육학 분야에서 아동 심리학에 대한 연구를 진행했는데 객관적인 교육을 위해 논리적이고 자연스러운 방법을 제안하면서 새로운 아이디어를 보여주었다.
마누엘 안토니오 루에다와 루이스 마리아 예라스는 그를 가르친 스승 가운데 일부였다. 후자는 어린 시절부터 수학에 대한 약속으로 묘사했다. 아르메로는 1884년에 산바르톨로메 고등학교에서 철학과 문학 학사 과정을 졸업했다. 하지만 20세 시절이던 1885년에 콜롬비아에서 일어난 무력 분쟁으로 인하여 한동안 학업을 중단하게 된다. 그러다가 나중에 보고타에 위치한 콜롬비아 국립 대학교에서 수학과 토목공학을 전공하게 된다. 특히 1891년에는 《바늘 게임》이라는 제목의 논문을 통해 공학 과정을 졸업했고 대학교로부터 극소 미적분학 교수로 임명되었다. 문서화된 정보에 따르면 가라비토는 수학 교사로서 졸업한 최초의 사람이라고 한다.

## 과학적 연구
아르메로는 압력계를 활용하여 해당 도구가 가진 모든 수학적 가능성을 계산하는 것으로 구성된 2번째 논문을 발표했다. 그는 토목 기사라는 칭호를 얻기 위해 다리를 건설하기 위한 삼각형 구조물의 유형을 개발했다.

### 국립 천문대 소장 경력
아르메로는 1902년에 콜롬비아 정부에 콜롬비아 지도를 보고타를 기점으로 하여 천문학적인 방법으로 작성할 계획을 제안했다. 이 프로젝트는 승인되었고 가라비토의 지시에 따라 경도 사무소가 만들어졌다. 이 단체는 콜롬비아의 국경을 획정하고 콜롬비아의 일반 및 지역 지도를 발행하는 일을 담당했다. 그러므로 아르메로는 콜롬비아의 지리적 지도의 정교화에 결정적으로 개입했고 측지점의 부재를 천문학적 꼭짓점을 이용하여 대체하는 기발한 절차에 의존했다. 이 계획은 국가에서 가장 중요한 도시와 마을에 좌표로 참조되고 고정되었는데 천문대와 해당 인구의 각 전신국 사이의 신호 변화에 의존하는 것이 특징이었다.
아르메로는 콜롬비아 국립 천문대 소속 천문학자로서 27년 동안에 걸쳐 천문대 소장으로 근무했다. 그는 보고타의 위도와 위치, 1901년에서 1910년 사이에 지구를 통과한 혜성에 대한 연구, 핼리 혜성에 대한 연구 등 많은 유용한 발견을 했다. 그의 가장 중요한 업적은 천체 역학 연구였는데 이는 결국 달의 변동과 시간적, 기후적, 물과 극지방의 얼음 거동에 미치는 영향에 대한 연구가 되었다.
아르메로는 광학, 물리학과 같은 분야에서도 일했는데 이 작업은 사망할 때까지 미완성으로 남았다. 또한 1899년부터 1902년 사이에 일어난 천일 전쟁으로 인하여 피폐해진 콜롬비아의 경제를 회복하는 데에 도움을 주었고 콜롬비아의 통화에 효과적이고 파격적인 가치를 주었다. 이를 위해 경제 회의와 회의를 열었고 전쟁이나 인구 과잉과 같이 경제에 영향을 미치는 부의 순환과 인간의 영향을 연구했다. 또한 콜롬비아 철도의 발전, 베네수엘라와의 국경선 획정을 촉진하기 위해 설립된 단체인 지리학 위원회의 위원장을 역임했다.
아르메로는 교사로서 미적분학, 이성역학, 천문학 교수로 근무했으며 자신이 사망할 때까지 그 자리를 지켰다. 그는 알베르트 아인슈타인이 제시한 상대성 이론을 반대했는데 아마도 그 이론과 고전 과학에 미치는 영향에 대해 반대하고 모순된 의견을 가지고 있었기 때문이라고 여겨진다.

## 죽음과 유산
아르메로는 1917년부터 적절한 환기 장치 없이 탄광 노동자로 근무하던 도중에 질병을 얻으면서 건강이 악화되었고 1920년 3월 11일에 보고타에서 향년 55세를 일기로 사망했다. 그의 아내인 마리아 루이사 카데나는 4년 전에 사망했다.
달의 뒷면의 충돌구인 가라비토는 1970년에 국제천문연맹이 그의 이름을 따서 명명되었다. 1972년에 개교한 훌리오 가라비토 콜롬비아 공과 대학교(Escuela Colombiana de Ingeniería Julio Garavito)는 그의 이름을 따서 명명되었다. 1996년에는 콜롬비아에서 그의 초상화가 그려진 20,000페소 지폐가 발행되었는데 여기에는 달, 천문대 및 다양한 기하학적 문양이 그려져 있다.